# 공주 영은사 목조관음보살좌상
공주 영은사 목조관음보살좌상(公州 靈隱寺 木造觀音菩薩坐像)은 대한민국 공주 공산성(사적 제12호) 내의 영은사 원통전에 있는 목조관음보살좌상이다. 2001년 6월 30일 충청남도의 유형문화재 제160호로 지정되었다.

## 같이 보기
- 영은사

## 참고 자료
- 공주영은사목조관음보살좌상 - 국가유산청 국가유산포털